# 廍後 (宜蘭縣)
廍後，是台灣宜蘭縣壯圍鄉的一個傳統地域名稱，位於該鄉東南部。相較於今日行政區，其範圍大致包括復興村南部、東港村，以及五結鄉東北部的部分沙洲地。

## 歷史
台灣清治末期，廍後地區為一街庄，稱為「廍後庄」，隸屬於民壯圍堡。該庄昔日東北及東臨太平洋，東南及南隔濁水溪（今名蘭陽溪）與頂清水庄、茅仔藔庄為界，西南邊隔宜蘭河與霧罕庄、新興庄為界，西北邊為公館庄。
1901年（日治明治三十四年）11月，廢縣廳改設二十廳，該庄隸屬於宜蘭廳，編入第十六區。1905年（明治三十八年）7月，該區改名「民壯圍區」。1909年（明治四十二年）10月，合併二十廳為十二廳，該庄仍隸屬於宜蘭廳。1920年（大正九年），廢十二廳改設五州二廳，該庄改制為「廍後」大字，隸屬於臺北州宜蘭郡壯圍庄，大字下有「廍後」、「貓里霧罕」、「奇立板」小字名。
戰後壯圍庄改制為壯圍鄉，隸屬於臺北縣，大字亦改制為村。1950年10月，北、基、宜分治，壯圍鄉改隸屬於宜蘭縣。

## 聚落
本地區發展較早的聚落有東港、廍後、貓里霧罕、奇立板等，在日治期初期的官方地圖上已有記載。

## 交通
省道台2線是台灣濱海公路系統之一，其中基隆至蘇澳路段又稱為「北部濱海公路」，大致以縱向蜿蜒經過廍後地區。由該道路向北可前往頭城、貢寮、瑞芳等地，向南可前往五結、蘇澳等地。
鄉道宜20線是下壯五至東港的道路，其東側端點位於本地區中部省道台2線路口。由此向西過宜蘭河貓里霧罕橋出境後，轉西北西再轉西北可前往新興、下壯五並止於省道台7線路口。

## 廟宇
- 壯圍東港漁師廟